# Futbol'nyj Klub Luč-Ėnergija 2015-2016
Questa voce raccoglie le informazioni riguardanti la Luč-Ėnergija nelle competizioni ufficiali della stagione 2015-2016.

## Stagione
La squadra terminò il campionato in quindicesima posizione, appena un punto sopra Enisej e Baltika, che furono retrocessi.
In Coppa di Russia fu subito eliminata dal Sachalin (sconfitta esterna per 1-0).

## Rosa
| N. |                         | Ruolo | Calciatore               |
| -- | ----------------------- | ----- | ------------------------ |
| 1  | Russia (bandiera)       | P     | Vladimir Zamoroka        |
| 2  | Turkmenistan (bandiera) | C     | Wýaçeslaw Krendelew      |
| 3  | Russia (bandiera)       | C     | Maksim Nasadyuk          |
| 4  | Russia (bandiera)       | C     | Roman Slavnov (capitano) |
| 5  | Russia (bandiera)       | C     | Denis Klopkov            |
| 7  | Russia (bandiera)       | C     | Dmitrij Kabutov          |
| 10 | Russia (bandiera)       | C     | Maksim Kazankov          |
| 12 | Russia (bandiera)       | C     | Sergey Ponomarenko       |
| 13 | Russia (bandiera)       | D     | Aleksej Gricaenko        |
| 14 | Russia (bandiera)       | C     | Maksim Semakin           |
| 15 | Russia (bandiera)       | C     | Maksim Zyuzin            |
| 17 | Russia (bandiera)       | C     | Aleksey Rebko            |
| 18 | Russia (bandiera)       | C     | Mikhail Kozlov           |
| 22 | Russia (bandiera)       | C     | Ruslan Gordienko         |

| N. |                    | Ruolo | Calciatore              |
| -- | ------------------ | ----- | ----------------------- |
| 23 | Russia (bandiera)  | C     | Evgeni Kirisov          |
| 24 | Russia (bandiera)  | A     | Ivan Stolbovoy          |
| 25 | Russia (bandiera)  | C     | Evgeni Belonogov        |
| 27 | Russia (bandiera)  | D     | Dmitrij Guz'            |
| 30 | Russia (bandiera)  | D     | Albert Gadzhibekov      |
| 35 | Russia (bandiera)  | P     | Ilia Gavrilov           |
| 36 | Russia (bandiera)  | D     | Sergey Kolychev         |
| 55 | Russia (bandiera)  | D     | Anton Piskunov          |
| 56 | Russia (bandiera)  | P     | Aleksandr Dovbnja       |
| 70 | Russia (bandiera)  | P     | Aleksandr Kotlyarov     |
| 85 | Brasile (bandiera) | C     | Nivaldo                 |
| 89 | Russia (bandiera)  | D     | Michail Miščenko        |
| 90 | Russia (bandiera)  | A     | Dmitri Kortava          |
| 92 | Russia (bandiera)  | D     | Andrej Igorevič Semënov |

## Risultati

### Campionato
| Vladivostok 11 luglio 2015 1ª giornata | Luč-Ėnergija | 1 – 0 referto | SKA-Ėnergija | Stadio Dinamo |

| Saratov 15 luglio 2015 2ª giornata | Sokol Saratov | 0 – 1 referto | Luč-Ėnergija | Stadio Lokomotiv |

| Vladivostok 20 luglio 2015 3ª giornata | Luč-Ėnergija | 2 – 0 referto | Volga Nižnij Novgorod | Stadio Dinamo |

| Novosibirsk 27 luglio 2015 4ª giornata | Sibir' | 2 – 0 referto | Luč-Ėnergija | Spartak Stadium |

| Vladivostok 3 agosto 2015 5ª giornata | Luč-Ėnergija | 2 – 2 referto | Baltika | Stadio Dinamo |

| Nižnekamsk 10 agosto 2015 6ª giornata | KAMAZ | 0 – 1 referto | Luč-Ėnergija | Stadion Neftechimik |

| Vladivostok 17 agosto 2015 7ª giornata | Luč-Ėnergija | 1 – 1 referto | Spartak-2 Mosca | Stadio Dinamo |

| Voronež 23 agosto 2015 8ª giornata | Fakel Voronež | 2 – 0 referto | Luč-Ėnergija | Central'nyj stadion profsojuzov |

| Vladivostok 31 agosto 2015 9ª giornata | Luč-Ėnergija | 1 – 0 referto | Bajkal Irkutsk | Stadio Dinamo |

| San Pietroburgo 7 settembre 2015 10ª giornata | Zenit-2 | 3 – 1 referto | Luč-Ėnergija | SK Petrovskij (MSA) |

| Tula 14 settembre 2015 11ª giornata | Arsenal Tula | 1 – 0 referto | Luč-Ėnergija | Stadio Arsenal |

| San Pietroburgo 21 settembre 2015 12ª giornata | Tosno | 0 – 2 referto | Luč-Ėnergija | SK Petrovskij (MSA) |

| Vladivostok 28 settembre 2015 13ª giornata | Luč-Ėnergija | 0 – 3 referto | Tom' Tomsk | Stadio Dinamo |

| Orenburg 4 ottobre 2015 14ª giornata | Gazovik Orenburg | 2 – 0 referto | Luč-Ėnergija | Stadio Gazovik |

| Vladivostok 11 ottobre 2015 15ª giornata | Luč-Ėnergija | 1 – 1 referto | Šinnik | Stadio Dinamo |

| Astrachan' 15 ottobre 2015 16ª giornata | Volgar' Astrachan' | 4 – 1 referto | Luč-Ėnergija | Stadio Centrale |

| Vladivostok 19 ottobre 2015 17ª giornata | Luč-Ėnergija | 2 – 2 referto | Enisej | Stadio Dinamo |

| Tjumen' 25 ottobre 2015 18ª giornata | Tjumen' | 1 – 0 referto | Luč-Ėnergija | Stadio Geolog |

| Vladivostok 1º novembre 2015 19ª giornata | Luč-Ėnergija | 0 – 1 referto | Torpedo Armavir | Stadio Dinamo |

| Vladivostok 8 novembre 2015 20ª giornata | Luč-Ėnergija | 2 – 3 referto | Sokol Saratov | Stadio Dinamo |

| Nižnij Novgorod 15 novembre 2015 21ª giornata | Volga Nižnij Novgorod | 1 – 0 referto | Luč-Ėnergija | Stadio Lokomotiv |

| Vladivostok 21 novembre 2015 22ª giornata | Luč-Ėnergija | 0 – 3 referto | Sibir' | Stadio Dinamo |

| Kaliningrad 25 novembre 2015 23ª giornata | Baltika | 3 – 0 referto | Luč-Ėnergija | Stadio Baltika |

| Vladivostok 29 novembre 2015 24ª giornata | Luč-Ėnergija | 2 – 1 referto | KAMAZ | Stadio Dinamo |

| Mosca 11 marzo 2016 25ª giornata | Spartak-2 Mosca | 2 – 1 referto | Luč-Ėnergija | Accademia Spartak |

| Vladivostok 16 marzo 2016 26ª giornata | Luč-Ėnergija | 1 – 0 referto | Fakel Voronež | Stadio Dinamo |

| Krasnojarsk 20 marzo 2016 27ª giornata | Bajkal Irkutsk | 0 – 1 referto | Luč-Ėnergija | Manež Futbol-Arena Enisej |

| Vladivostok 27 marzo 2016 28ª giornata | Luč-Ėnergija | 0 – 0 referto | Zenit-2 | Stadio Dinamo |

| Vladivostok 3 aprile 2016 29ª giornata | Luč-Ėnergija | 0 – 0 referto | Arsenal Tula | Stadio Dinamo |

| Vladivostok 7 aprile 2016 30ª giornata | Luč-Ėnergija | 0 – 1 referto | Tosno | Stadio Dinamo |

| Tomsk 11 aprile 2016 31ª giornata | Tom' Tomsk | 0 – 2 referto | Luč-Ėnergija | Trud Stadium |

| Vladivostok 18 aprile 2016 32ª giornata | Luč-Ėnergija | 1 – 1 referto | Gazovik Orenburg | Stadio Dinamo |

| Jaroslavl' 25 aprile 2016 33ª giornata | Šinnik | 1 – 1 referto | Luč-Ėnergija | Stadio Šinnik |

| Vladivostok 2 maggio 2016 34ª giornata | Luč-Ėnergija | 1 – 1 referto | Volgar' Astrachan' | Stadio Dinamo |

| Krasnojarsk 6 maggio 2016 35ª giornata | Enisej | 0 – 2 referto | Luč-Ėnergija | Stadio Centrale |

| Vladivostok 10 maggio 2016 36ª giornata | Luč-Ėnergija | 1 – 0 referto | Tjumen' | Stadio Dinamo |

| Armavir 15 maggio 2016 37ª giornata | Torpedo Armavir | 2 – 0 referto | Luč-Ėnergija | Stadion Junost' |

| Chabarovsk 21 maggio 2016 38ª giornata | SKA-Chabarovsk | 2 – 0 referto | Luč-Ėnergija | Stadion SKA DVO im. V. I. Lenina |

### Coppa di Russia
| Korsakov 26 agosto 2015 4º turno | Sachalin | 1 – 0 referto | Luč-Ėnergija | Stadion Vodnik |